# Súper Rugby 2001
El Super 12 2001 fue la sexta edición del torneo hoy llamado Super Rugby, que es disputado por equipos de Australia, Nueva Zelanda y Sudáfrica.

## Clasificación
- 4 puntos por ganar.
- 2 puntos por empatar.
- 1 punto bonus por perder por siete puntos o menos.
- 1 punto bonus por anotar cuatro o más tries en un partido.

| Pos. | Equipo      | PJ | Gan | Emp | Per | PaF | PeC | Dif  | BP | Pts |
| ---- | ----------- | -- | --- | --- | --- | --- | --- | ---- | -- | --- |
| 1    | Brumbies    | 11 | 8   | 0   | 3   | 348 | 204 | +144 | 8  | 40  |
| 2    | Sharks      | 11 | 8   | 0   | 3   | 322 | 246 | +76  | 6  | 38  |
| 3    | Cats        | 11 | 7   | 0   | 4   | 285 | 244 | +41  | 6  | 34  |
| 4    | Reds        | 11 | 6   | 0   | 5   | 300 | 277 | +33  | 8  | 32  |
| 5    | Highlanders | 11 | 6   | 0   | 5   | 284 | 295 | -11  | 5  | 29  |
| 6    | Chiefs      | 11 | 6   | 0   | 5   | 301 | 330 | -29  | 4  | 28  |
| 7    | Stormers    | 11 | 5   | 0   | 6   | 278 | 285 | -7   | 6  | 26  |
| 8    | Waratahs    | 11 | 5   | 0   | 6   | 306 | 302 | +4   | 5  | 25  |
| 9    | Hurricanes  | 11 | 5   | 0   | 6   | 291 | 316 | -25  | 5  | 25  |
| 10   | Crusaders   | 11 | 4   | 0   | 7   | 307 | 331 | -55  | 7  | 23  |
| 11   | Blues       | 11 | 4   | 0   | 7   | 243 | 298 | -55  | 4  | 20  |
| 12   | Bulls       | 11 | 2   | 0   | 9   | 241 | 378 | -137 | 3  | 11  |

## Fase final

### Semifinales
| 19 de mayo de 2001 | Sharks | 30 – 12 | Cats | Estadio Kings Park, Durban, |  |

| 19 de mayo de 2001 | Brumbies | 30 - 6 | Reds | Bruce Stadium, Canberra, |  |

### Final
| 26 de mayo de 2001 | Brumbies | 36 – 6 | Sharks | Bruce Stadium, Canberra,        |  |
|                    |          |        |        | Asistencia: 26.271 espectadores |  |

| Bandera de Australia |
| Campeón Brumbies     |
| Primer título        |